# Scythris pudorinella
Scythris pudorinella is een vlinder uit de familie dikkopmotten (Scythrididae). De wetenschappelijke naam is voor het eerst geldig gepubliceerd in 1866 door Moschler.
De soort komt voor in Europa.